# Зечица на колеџу
Зечица на колеџу (енгл. The House Bunny) амерички је хумористички филм из 2008. године у режији Фреда Вулфа, по сценарију Кирстен Смит и Карен Макалах Луц. Глумачку поставу предводи Ана Фарис, Колин Хенкс и Ема Стоун. Говори о бившој Плејбој зечици која се пријављује да буде „домаћица” непопуларног универзитетског сестринства након што је сазнала да мора да напусти Плејбој вилу. Премијерно је приказан 22. августа 2008. године. Добио је помешане критике, али остварио комерцијални успех, зарадивши 70,4 милиона долара наспрам буџета од 25 милиона. Филм и његов саундтрек остварили су култни статус.

## Радња
Ана Фарис тумачи улогу шармантне Шели Дарлингтон, Плејбој зечице која подучава своје уврнуто сестринство о супротном полу — само да би схватила како дечаци заправо више воле оно што је изнутра. Шели воли безбрижан живот све док је њена супарница не избаци из Плејбој виле. С обзиром на то да нема где да оде, судбина је доводи у сестринство Зета-алфа-зета. Уколико не успеју да пронађу нове кандидаткиње, седам друштвено неприхваћених девојака ће изгубити своју кућу од превртљивих девојака из Пи-јота-му сестринства. У намери да остваре свој циљ, потребна им је Шели да их научи како да се шминкају и како да придобију мушкарце. У исто време, Шели је потребно управо оно што девојке из Зете имају, да пронађе своју индивидуалност.

## Улоге
| Глумац              | Улога             |
| ------------------- | ----------------- |
| Ана Фарис           | Шели Дарлингсон   |
| Колин Хенкс         | Оливер Хаузер     |
| Ема Стоун           | Натали Сандлер    |
| Кет Денингс         | Мона Рита         |
| Дејна Гудман        | Кари Меј Стејтен  |
| Кетрин Макфи        | Хармони Боуелс    |
| Румер Вилис         | Џоен Дејвис       |
| Кили Вилијамс       | Лили Марсен       |
| Кимберли Макук      | Танја Спирко      |
| Сара Рајт           | Ешли              |
| Моне Мазур          | Касандра          |
| Беверли Д’Анџело    | госпођа Хејгстром |
| Кристофер Макдоналд | Дин Симонс        |
| Тајсон Ритер        | Колби Емет        |
| Овен Бенџамин       | Марвин Диксон     |
| Рејчел Спектер      | Кортни            |
| Мет Бар             | Тајлер            |
| Тајлер Спиндел      | Стив              |
| Ник Свордсон        | фотограф Плејбоја |